# Валтерс, Валдис Беннович
Валдис Беннович Валтерс (род. 4 августа 1957) — советский и латвийский баскетболист. Рост — 195 см. Разыгрывающий, нападающий. Мастер спорта СССР международного класса (1981). Заслуженный мастер спорта СССР (1982).
Окончил Рижский политехнический институт.

## Биография
Выступал за ВЭФ (Рига) (1976-89), БК Броцены (Рига) (1992-93), в сборной СССР — 1981—1987.
В 1988 году в последний момент не вошел в окончательный состав сборной СССР для участия в победной Олимпиаде в Сеуле. За несколько дней до вылета в Сеул в команде оставалось 13 игроков, а выбрать необходимо было 12 человек. Гомельский никак не могу определиться кого оставить Валтерса или Миглиниекса Врач сборной Василиий Авраменко предложил ему спросить у остальных игроков сборной. В итоге за Миглиниекса поднялись 6 рук, за Валтерса — 5. После этого Валтерс больше не выступал за сборную на крупных турнирах.
В тот же год открыл в Риге баскетбольную школу.
В 1990-е годы являлся президентом БК Броцены (Латвия). С 2007 по 2010 год тренировал возрождённый ВЭФ (Рига).
Женат, двое сыновей тоже баскетболисты. Дочь.

## Достижения
- Чемпион мира 1982. Серебряный призёр ЧМ-86.
- Чемпион Европы 1981, 1985, серебряный призёр ЧЕ-87, бронзовый призёр ЧЕ-83. Признан лучшим игроком ЧЕ-81.
- 3 марта 1982 года в домашнем матче против БК «Динамо» (Москва) набрал 69 очков (счет игры - 155:152), что является рекордом чемпионатов СССР для команд высшей лиги.
- Член Зала славы Международной федерации баскетбола
- Капитан сборной СССР

## Обвинение в сотрудничестве с КГБ
В 2018 году Национальный архив Латвии опубликовал данные о том, что спортсмен в ноябре 1985 года был завербован сотрудником 5 отдела КГБ Латвийской ССР, занимавшегося борьбой с «идеологическими диверсиями». Оперативным псевдонимом баскетболиста было выбрано имя «Стивс». На момент публикации в декабре 2018 года в документах архива не раскрывались обстоятельства вербовки и степень реального сотрудничества людей, указанных в картотеке со спецслужбой после вербовки.

Сам Валтерс в 2021 году заявил:

– После развала Союза в Латвии остались агентские карточки, очень много... после этого распространили, что я – агент КГБ.

После этого я выиграл суд. Вербовщик объяснял, что написал карточку и хотел меня вербовать, но потом понял, что это невозможно. А карточку все равно сдал в архив. К этой карточке были привязаны два каких-то доноса, но на людей, связанных с культурой, а не со спортом. Про спортсменов там вообще никаких доносов не было. Никакой конкретики тоже не было.

Я выиграл суд, потому что нет никакой, даже косвенной связи со мной, кроме моего имени на карточке. В самой карточке допущены целых четыре ошибки: неправильно указаны даты и место рождения, место работы, адрес… И это у самого известного спортсмена республики!